# Halictus niveocinctulus
Halictus niveocinctulus är en biart som beskrevs av Cockerell 1940. Halictus niveocinctulus ingår i släktet bandbin, och familjen vägbin. Inga underarter finns listade i Catalogue of Life.